# Türkisch für Liebhaber
Türkisch für Liebhaber ist ein Singspiel von Sinem Altan (Musik) und Dilek Güngör (Text) unter Verwendung der originalen Partitur des wenig bekannten Singspiels Der wohltätige Derwisch (1791). Die Uraufführung fand am 4. Dezember 2008 an der Neuköllner Oper statt. Die zeitgenössische Rezeption sah in dem Bühnenwerk ein neues Genre entstanden, nämlich das „zeitgenössische Singspiel aus dem Geist der Türkenoper des 18. Jahrhunderts“ (BZ). 

## Inhalt
Ercan aus Ankara will in Berlin, wo sein Onkel lebt, ein Architekturpraktikum machen. Seine deutsche Familie, bei der er wohnt, findet bald, dass er gut zu der Studentin Mine passen würde. Die Verkupplung der beiden führt aber in dramatische Verwicklungen. 

## Rezensionen
Katja Oskamp von der Berliner Zeitung sah „ein amüsantes Singspiel“. Thomas Moser zog nach der Premiere das Fazit: „Ein wundervoller musikalischer und multikultureller Abend mit Hintergrund, unverkrampften Multikulti-Witz, schöner Musik und viel Freude.“ Karsten Nieman vom Tagesspiegel sah zudem „das große Potenzial dieser neuen Form eines Neuköllner Volkstheaters klar erkennbar“.

## Einzelbelege
1. ↑  AMÜSANTES SINGSPIEL IN DER NEUKÖLLNER OPER: "TÜRKISCH FÜR LIEBHABER" Praktikant beim Brückenbau (Memento vom 24. Juli 2015 im Internet Archive)
2. ↑  Türkisch für Liebhaber in der Neuköllner Oper (Memento vom 11. Dezember 2008 im Internet Archive)
3. ↑  Neuköllner Oper: Ercans Erleuchtung. In: tagesspiegel.de. Abgerufen am 1. Februar 2024.